# Air (visuele roman)
Air is een visuele roman die is ontwikkeld door de Japanse studio Key. Het computerspel voor Windows is uitgebracht op 8 september 2000. Het spel is ontworpen voor leeftijden vanaf 18 jaar en werd in 2000 het bestverkochte pc-spel in Japan met in totaal ruim 300.000 verkochte exemplaren.
Er zijn meerdere bewerkingen van Air uitgebracht, waaronder een mangaserie, twee animeseries en een animefilm, muziekalbums en artbooks.

## Plot
Het verhaal draait om Yukito Kunisaki, een rondreizende straatartiest op zoek naar de legende over 'het meisje in de lucht'. Zijn reis leidt hem naar een rustig havenplaatsje waar hij drie meisjes ontmoet. Een van hen is de sleutel naar het antwoord van zijn zoektocht.

## Gameplay

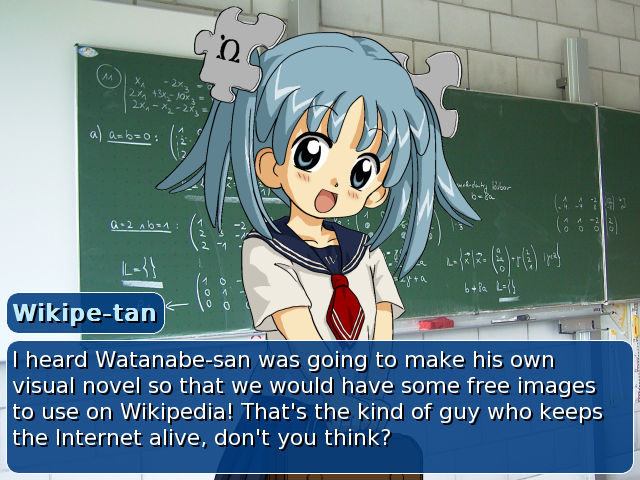
Een typische visuele roman met een personage en een dialoogvak.

Het spel volgt een aftakkende verhaallijn die vooringestelde keuzes en interactie biedt. Op bepaalde momenten komt de speler op een beslissingsmoment waarop hij acties kan nemen die het spel in een bepaalde richting sturen. Hierdoor zijn er in totaal vijf verschillende verhaallijnen aanwezig.
Nieuw in dit spel is de mogelijkheid om een keuze terug te draaien en het verhaal terug te spoelen, om zo de fout te herstellen.

## Platforms
Studio Key schrapte de erotische inhoud en porteerde het spel naar meerdere spelconsoles:
- 2000: Windows
- 2001: Dreamcast
- 2002: PlayStation 2
- 2007: PlayStation Portable
- 2016: PlayStation Vita
- 2021: Nintendo Switch

## Varia
De verschillende plekken in het spel zijn gebaseerd op bestaande locaties in het Japanse dorp Kasumi in de provincie Hyogo.